# Unidad periférica de Corfú
Corfú (en griego Περιφερειακή ενότητα Κέρκυρας /perifereiakí enótita kérkyras/) es una unidad periférica de Grecia. Forma parte de la periferia de Islas Jónicas y su capital es Corfú. La unidad periférica abarca las islas de Corfú, Paxós, Antípaxos, Othonoí, Erikusa y Mathraki, así como otros pequeños islotes, todos en el mar Jónico.

## División
La unidad periférica de Corfú se creó a raíz del plan Calícrates, aprobado en 2011 como reconversión de la antigua prefectura de Corfú (Νομός Κέρκυρας), creada en 1864. Los trece municipios y tres comunidades existentes previamente se fusionaron en únicamente dos municipios: Corfú y Paxoí.
| Nuevo municipio | Antiguo municipio o comunidad | Capital |
| --------------- | ----------------------------- | ------- |
| Corfú           | Corfú (ciudad)                | Corfú   |
| Corfú           | Ágios Georgios                | Corfú   |
| Corfú           | Ajílio                        | Corfú   |
| Corfú           | Erikusa (comunidad)           | Corfú   |
| Corfú           | Esperíes                      | Corfú   |
| Corfú           | Thinali                       | Corfú   |
| Corfú           | Kassopaia                     | Corfú   |
| Corfú           | Koríssia                      | Corfú   |
| Corfú           | Lefkimmi                      | Corfú   |
| Corfú           | Mathraki (comunidad)          | Corfú   |
| Corfú           | Meliteieís                    | Corfú   |
| Corfú           | Othonoí (comunidad)           | Corfú   |
| Corfú           | Palaiokastritsa               | Corfú   |
| Corfú           | Parélioi                      | Corfú   |
| Corfú           | Faíakes                       | Corfú   |
| Paxoí           | Paxoí                         | Gáios   |

En 2019, el municipio de Corfú se dividió en tres, por lo que, desde esa fecha, la unidad periférica consta de cuatro municipios.
- Corfú del norte
- Corfú central e islas Diapontias
- Corfú del sur
- Paxoí